# زلزال كراكاس عام 1641
```
وقع 
زلزال كاراكاس عام 1641
 في 
فنزويلا
 في 11 يونيو 1641. يُعرف الزلزال غالبًا باسم 
زلزال سان بيرنابي
 لأن يوم 11 يونيو هو يوم عيد 
برنابا
 في التقويم الكاثوليكي.
[
2
]
 تسبب الزلزال في أضرار جسيمة في 
كاراكاس
 وتدمير 
لا غويرا
؛ لقد قاد الحدث مجلس مدينة كاراكاس إلى اقتراح إعادة بناء مدينته في ما كان آنذاك سافانا 
تشاكاو
، وهي خطوة عارضها الحاكم 
روي فرنانديز دي فوينمايور
.
[
3
]
```